# Tusco Albino
Tusco Albino (em latim: Tuscus Albinus) foi um romano do século IV, ativo durante o reinado do imperador Constâncio II (r. 337–361). A julgar pelo seu nome talvez pertencesse à gente dos númios. É citado em 355, quando seu nome é escrito numa carta falsificada por Dinâmio para incriminar Cláudio Silvano de conspirar contra o imperador. Segundo a carta, Silvano estava procurando apoio dentro do palácio e entre os oficiais, inclusive Tusco, para poder tomar o trono.